# Histoire constitutionnelle de l'Australie
Pour les autres articles nationaux ou selon les autres juridictions, voir Histoire constitutionnelle.
L'histoire constitutionnelle de l'Australie commence avec le premier établissement des colons européens à Sydney en 1788 et s'est poursuivie avec de nombreuses évolutions.

## Émergence de la fédération australienne
Après l'établissement des premiers colons en 1788, l'Australie était organisée politiquement comme plusieurs colonies britanniques séparées, six au total. Au milieu du XIXe siècle, elles atteignent quasiment un auto-gouvernement sous leurs propres parlements coloniaux, la « mère patrie » s'occupant de leur défense et de leurs relations extérieures en intervenant directement dans leurs affaires de manière occasionnelle seulement. (ces arrangements étant confirmés par le Colonial Validity Act de 1865) Une des conséquences de cet état est qu'elles possèdent chacune leurs propres lois, et qu'elles appliquent des droits de douane à leurs frontières, ce qui est un obstacle significatif au développement économique de l'Australie dans son ensemble.
Après la formation du Conseil fédéral de l'Australasie, en 1885, (une fédération de l'Australie-Occidentale, des Fidji, du Queensland, de la Tasmanie, et de Victoria faible sans pouvoir exécutif ni législatif) le mouvement pour une fédération complète commence à se développer à la fin du XIXe siècle, en proposant que les six colonies rejoignent ensemble une fédération de plusieurs États et territoires (la Nouvelle-Zélande devant aussi les rejoindre). Dans les années 1890, deux conventions constitutionnelles sont organisées, qui finissent par adopter une constitution fondée sur une combinaison de plusieurs modèles (la monarchie et le gouvernement parlementaire venant de Grande-Bretagne, le fédéralisme des États-Unis, l'usage du référendum de Suisse). Cette constitution est alors approuvée par les citoyens de chacune des six colonies. (à cette époque, les femmes n'ont le droit de vote qu'en Australie du sud, et les Aborigènes en Australie du Sud et au Queensland). Il est ensuite voté (avec un amendement autorisant des appels au conseil privé à Londres) en tant que loi du Parlement britannique : le Commonwealth of Australia Constitution Act en 1900. La loi entra en application le 1er janvier 1901, à la suite de quoi la fédération australienne fut constituée.

## Naissance de la fédération
L'établissement de la fédération australienne est communément considérée comme la date de l'indépendance de l'Australie par rapport au Royaume-Uni, mais les choses sont plus compliquées que cela. La constitution donnait à la fédération toutes les prérogatives associées à un État souverain, en incluant le pouvoir de diplomatie internationale et de lever une armée. Mais le Royaume-Uni retenait le droit de s'engager en diplomatie internationale à l'égard de l'Australie, et de légiférer en ce sens. Dans les premiers temps, l'Australie continua à être représentée par le Royaume-Uni aux conférences internationales comme faisant partie de l'empire britannique.
La constitution précisait aussi que le monarque britannique soit représenté en  Australie par un gouverneur général, à l'origine nommé sur le conseil d'un gouvernement britannique, pas australien, et généralement un aristocrate britannique. Enfin, la constitution prévoyait que toute loi du parlement australien puisse être désavouée dans l'année par le monarque britannique (après avis de ses ministres britanniques), bien que ce pouvoir n'ait jamais été exercé. En résumé, la position constitutionnelle de la fédération dans ses relations avec le Royaume-Uni était, à l'origine, la même que celle des colonies avant l'établissement de la fédération.

## Empire unifié de la couronne vers monarchie partagée
Un changement fondamental dans les structures du Commonwealth apparait à la fin des années 1920. D'après la loi britannique Royal and Parliamentary Titles Act 1927, qui implémente la décision d'une conférence antérieure, la couronne unifiée qui a jusque-là été le noyau dur de l'empire, est remplacée par de multiples couronnes portées par une monarchie partagée. Avant 1927, le roi George V règne comme roi en Australie, Nouvelle-Zélande, au Canada, dans l'État libre d'Irlande, en Afrique du Sud, etc., chacun de ces États étant en fait un sous-ensemble du Royaume-Uni. Après 1927, il règne en tant que roi d'Australie, Nouvelle-Zélande, Irlande, Afrique du Sud, etc. La formulation du titre royal du roi George V ne mentionne pas les dominions par leur nom, à l'exception de l'Irlande, qui change de Grande-Bretagne et Irlande à Grande-Bretagne, Irlande, ce qui indique que celle-ci n'est plus une partie du Royaume-Uni, mais un État séparé dont le monarque est désormais directement le chef d'État, au lieu de l'être via sa liaison avec la Grande-Bretagne. Bien que passé sous silence, sauf dans la référence aux « dominions britanniques au-delà des mers », le mouvement explosa le concept antérieur d'une monarchie partagée, vers celui de plusieurs monarchies, toutes sous la tête d'un seul monarque.
Bien que ce principe soit sous-entendu dans l'acte et les nouveaux titres du roi, et venant d'une conférence du Commonwealth, ni le gouvernement britannique, ni les dominions ne parurent saisir la portée de sa signification. Donc, bien que les Irlandais ont immédiatement pris en compte ce principe en prenant le droit de sélectionner leur propre gouverneur général et de demander une audience directement au roi (et non à ses ministres britanniques), les autres dominions furent plus longs à prendre ce chemin, et en le faisant, firent face à une opposition déterminée, bien que futile, à Londres.
Alors qu'avant 1927, il est correct de parler juridiquement d'un monarque britannique régnant sur les dominions, après 1927, il y a techniquement un Roi d'Australie, etc., même si le titre n'est jamais utilisé en pratique, le seul lien étant que le monarque est aussi le monarque du Royaume-Uni, et réside en dehors d'Australie. Curieusement, alors que les Irlandais se sont assurés du titre de Roi d'Irlande en faisant signer au roi Georges V un traité international au nom de son royaume irlandais dès 1931 (où il fut conseillé par le ministre irlandais des affaires étrangères qui assista Sa Majesté, sans aucun ministre britannique présent), le titre Reine d'Australie n'est adopté qu'en 1973 par le "Royal Style and Title Act" du parlement australien.

## Statut de Westminster
Le gros changement constitutionnel suivant est la loi du parlement britannique connue sous le nom de statut de Westminster en 1931, qui entérine la transformation de l'Empire britannique en Commonwealth. Le gouvernement du Royaume-Uni reconnait l'indépendance de l'Australie (et des autres dominions, comme le Canada et la Nouvelle-Zélande) et promet que le gouvernement britannique et le parlement ne passe pas de loi qui ne soit spécifiquement demandée, les différents dominions ayant le droit d'adopter et d'amender la législation antérieure de Westminster. Ce qui autorisa l'État libre d'Irlande, par exemple, à enlever l'obligation de limiter la constitution irlandaise par le contenu du traité anglo-irlandais. Une fois enlevé le serment d'allégeance, les appels au conseil du roi, le poste de gouverneur général, et la couronne furent tous abolis)
Cependant, pour des raisons diverses, le statut de Westminster ne s'appliquait pas aux États australiens (à leur propre demande), donc ils restaient, par rapport au Royaume-Uni, en position de colonies essentiellement auto-gouvernées, sujettes, en théorie au moins, à toute législation spécifiquement dirigée vers eux par le parlement britannique. Aussi leurs gouverneurs, représentant la monarchie, étaient formellement nommés sur le conseil de ministres britanniques, bien que ceux-ci ne faisaient que relayer des conseils donnés par les premiers ministres australiens.
D'un autre côté, au niveau du Commonwealth, la pratique s'est établie de nommer le gouverneur général après conseil de ministres australiens, et non britanniques, quand le gouvernement australien insista, avec succès, contre une opposition britannique considérable (incluant le roi lui-même), pour que le natif Sir Isaac Isaac soit nommé gouverneur général en 1931.
Un effet supplémentaire fut que le gouverneur général cessa de représenter le gouvernement britannique, et un haut représentant britannique fut nommé pour remplir ce rôle.
En avril 1934, un référendum en Australie-Occidentale produisit une majorité pour sortir de la fédération australienne avec le but de retourner dans le Commonwealth en tant que territoire autonome. Il n'y eut pas d'action du parlement britannique car celui-ci n'avait pas reçu de requête du gouvernement australien en accord avec le statut de Westminster.

## Australia Act
Les droits donnés par le statut de Westminster de demander au parlement britannique de passer des lois en Australie furent utilisés en plusieurs occasions, notamment pour autoriser l'Australie à acquérir de nouveaux territoires. Mais son usage le plus significatif fut aussi le dernier : pour voter l'Australia Act de 1986. L'Australia Act ferma définitivement la possibilité du parlement ou du gouvernement britannique de voter des lois  affectant l'Australie ou ses États, même à leur demande, et spécifiait que les lois qui devaient auparavant être votées par le parlement britannique au nom de l'Australie pouvaient dorénavant être votées directement par l'Australie et ses États eux-mêmes. Il abolit aussi le droit du monarque d'exécuter son pouvoir directement dans les États (c'est-à-dire sans passer par le gouverneur général) sauf s'il est personnellement présent dans ceux-ci. Et il coupa définitivement le dernier lien avec le Royaume-Uni, en abolissant le droit d'appel au comité judiciaire du conseil privé.

## Indépendance en évolution
L'indépendance de l'Australie par rapport au Royaume-Uni, loin d'être un événement unique, a été un processus continu sur le plan légal. Quelques-unes des grandes étapes discutées plus haut ont été les suivantes :
- Milieu du XIXe siècle : acquisition d'un auto-gouvernement substantiel par les colonies.
- 1901 : établissement de la fédération australienne.
- 1927 : développement d'une monarchie « partagée ».
- 1931 : vote du Statut de Westminster.
- 1986 : vote de l'Australia Act.

Depuis l'Australia Act, le seul lien constitutionnel avec le Royaume-Uni (s'il en reste un), est la personne du monarque (voir l'article Reine d'Australie). Mais même cette connexion n'est pas automatique : dans un cas important (Sue v Hill), trois juges de la Haute Cour d'Australie ont émis l'avis selon lequel si le parlement britannique changeait la loi de succession au trône, un tel changement n'aurait aucun effet sur la monarchie australienne, à cause de l'Australia Act : la succession continuerait suivant la règle existante, jusqu'à ce qu'elle soit changée en Australie. Aucun des autres quatre juges suprêmes n'étant contre cette interprétation de ce cas. (puisqu'il n'était pas nécessaire de résoudre le cas en question, ceci n'a pas strictement établi une jurisprudence, mais c'est sans doute correct étant donné le précédent de l'abdication d'Édouard VIII).
Le même jugement établit (et fait définitivement jurisprudence) que le Royaume-Uni est une « puissance étrangère » selon la constitution, et donc que les citoyens britanniques ne peuvent pas être élus au parlement australien (bien que les droits de vote de ceux-ci ne disparaissent que lentement).

## Crise de 1975
Les élections de 1972 et de 1974, avec un parti travailliste au pouvoir sous la direction de son leader Gough Whitlam vont amener à se poser plusieurs questions d'ordre constitutionnel. Pendant deux semaines, en 1972, le gouvernement n'a que deux ministres, Whitlam et Lance Barnard. Bien qu'il ait une majorité à la Chambre des représentants, le parti travailliste doit faire face à l'hostilité du Sénat et se trouve dans l'incapacité de faire voter ses lois ce qui aboutit après la dissolution des deux chambres et un nouveau refus du Sénat, à un vote conjoint des deux chambres, comme prévu par l'article 57 de la constitution.  La crise constitutionnelle australienne de 1975 a soulevé une série de questions: 
- Le gouverneur d'un État peut-il décider d'une nomination au Sénat lors d'une vacance de siège?
- Le Sénat peut-il refuser de discuter du budget?
- Le Premier ministre peut-il démissionner dans une telle situation?
- S'il ne le fait pas, le Gouverneur général peut-il le révoquer?
- Comment le gouverneur général et le Premier ministre peuvent-ils discuter quand chacun est en mesure de destituer l'autre immédiatement à condition que l'autre n'ait pas déjà agi?

De toutes ces questions, seule la première a été partiellement résolue; un amendement en 1977 a changé la procédure des nominations sénatoriales occasionnelles. Alors que les parlements des États doivent toujours requérir l'accord du gouverneur de l'État pour nommer un sénateur qui n'a pas l'aval du parti du sénateur à remplacer, en excluant le candidat de leur parti, les élus peuvent empêcher sa nomination au Sénat. En vertu de l'article 11 de la Constitution, le parlement d'un État peut toujours refuser de nommer le candidat du parti et, dans ce cas, une absence de membre peut se développer lorsque le poste reste ainsi sans titulaire. Cela s'est produit en 1987, lorsque le Parlement de Tasmanie a refusé de nommer le candidat du Parti travailliste pour un siège vacant.

## Vers une république australienne?
Comme vu précédemment, la seule connexion constitutionnelle restante avec le Royaume-Uni est la royauté, qui règne sur l'Australie et chacun de ses territoires. La principale fonction du monarque est de nommer et destituer les gouverneurs-généraux et les gouverneurs des États, sur avis du premier ministre d'Australie ou de l'État concerné. (le monarque est parfois aussi amené à assumer certaines fonctions, comme de donner son accord royal à un acte du parlement, à des fins cérémonielles pendant une visite royale).